# 篠原信彦
篠原 信彦（しのはら のぶひこ、1946年7月18日 - ）は、日本のロックのキーボーディストであり、作曲家、編曲家、歌手。

## 経歴
1946年、大阪府池田市に生まれる。
1966年、WHAT`FOUR結成。キーボーディストとして多くのクラブにおいて本格的に音楽活動をはじめる。
1969年、シノ篠原の名義で、ザ・ハプニングス・フォーの5人目のメンバーとして加入。続いて1971年にはフラワー・トラベリン・バンドにサポート扱いとして参加、翌1972年には、チト河内、石間秀機、後藤次利等とトランザムを結成するなど、精力的に活動を続けた。1976年には、ジョー山中、ナイジェル・ハリスン（ブロンディ）等とロサンゼルスにてジョー・グループを結成。1980年代には、萩原健一&Donjuan R&R Bandの結成や、沢田研二・CO-CóLOへの参加など、活動の幅は広い。萩原・沢田の楽曲の作曲も手掛けている。
1976年頃からは編曲家としての活動も始めており、編曲作品にはアリスの代表的な曲である「遠くで汽笛を聞きながら」などがある。映画においても、神代辰巳監督の「もどり川」などの音楽を手掛けている。
近年も精力的に活動しており、ザ・ハプニングス・フォーには、再結成翌年の2002年より復帰、2006年にはGHQ(Gem High Quality)に参加、2008年にはフラワー・トラベリン・バンドの再始動に合わせて正式メンバーに迎えられている。2009年からは、テレビ朝日『世界の街道をゆく』の番組テーマ曲を担当。同番組のオリジナル・サウンドトラックが2012年に発売されている。

## 作品

### 主な作曲
萩原健一
- シャララ
- 54日間まちぼうけ
- AH HA

沢田研二
- ドシャ降り、抜けて…
- 護り給え
- ウルレレNo.9

### 主な編曲
アリス
- 帰らざる日々
- 遠くで汽笛を聞きながら

### 主な映画音楽
- もどり川
- 人妻集団暴行致死事件
- 忍びの忠臣蔵